# Miharu
Miharu (jap. 三春町 Miharu-machi) – miasto w Japonii, na wyspie Honsiu, w prefekturze Fukushima. Według danych na rok 2020 miejscowość zamieszkiwało 17 018 mieszkańców , a gęstość zaludnienia wyniosła 233,9 os./km².